# 普卡奧爾科山 (孔巴帕塔區)
14°06′29″S 71°16′20″W / 14.10806°S 71.27222°W
普卡奧爾科山（Puka Urqu），是秘魯的山峰，位於該國南部庫斯科大區，由坎奇斯省的孔巴帕塔區負責管轄，屬於安地斯山脈的一部分，海拔高度約4,800米。